# Monsanto (Idanha-a-Nova)
Monsanto (o Monsanto da Beira) è una ex freguesia del Portogallo del comune di Idanha-a-Nova. È un luogo caratteristico per l'area megalitica di granito in cui è situato e per la presenza di una fortezza già posseduta dai templari.

## Storia
L'origine del paese viene fatta risalire al paleolitico e vi sono tracce di presenza romana e, successivamente, delle dominazioni musulmane.
L'area in cui è fondato l'abitato è situato su una montagna piatta da cui si domina il confine con la Spagna.
Probabilmente il luogo è stato ritenuto sacro sin dall'antichità. Molte case usano come muro di supporto i megaliti presenti, sui quali sono state incise le sedi per le travi dei tetti e i muri di pietra o mattone.
Nel punto più alto del monte, da cui si gode un suggestivo panorama, si trovano i resti di una cappella con annesso cimitero.
Interessanti alcune tombe scavate direttamente nella pietra del monte e un imponente castello, di probabile origine romana, più volte rimaneggiato nei secoli.

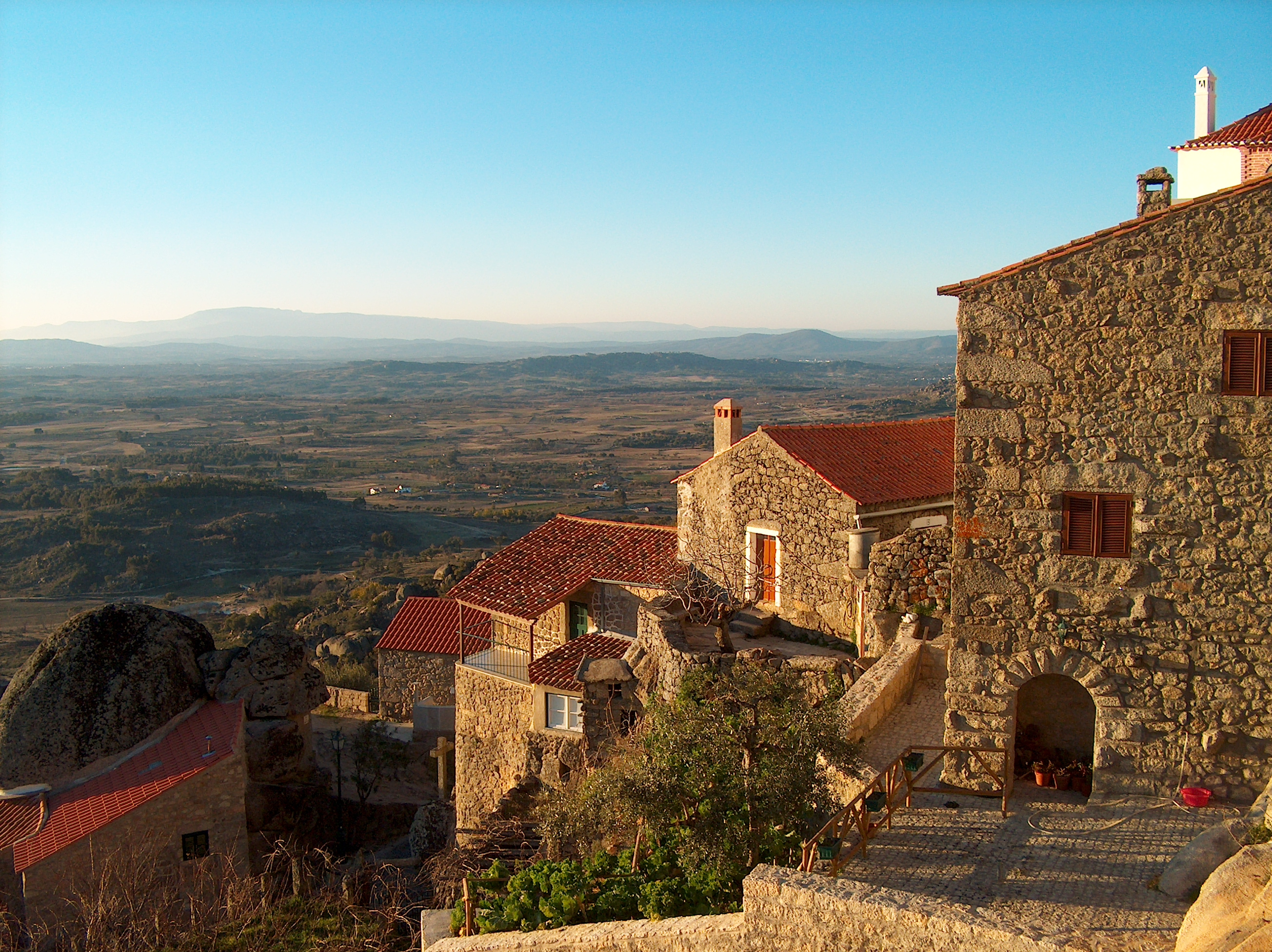
Altra vista di Monsanto (Portogallo)